# C-walk
C-walk, znany również jako Crip Walk – rodzaj poruszania się, chodu który utworzył się we wczesnych latach 70. w Compton, mieście w hrabstwie Los Angeles (często wspominanym w rapowych utworach). Był on wykonywany jedynie przez członków gangu Crips.
Dopiero w późnych latach 90. został rozpowszechniony. Po raz pierwszy publicznie wykonał go raper Ice Cube w 1988 na scenie podczas jednego ze swoich koncertów, a stał się bardzo popularny, gdy raper Xzibit w swoim teledysku „Get Your Walk On” zatańczył Crip Walk. Taniec ten można również zobaczyć w teledysku Snoop Dogga „Drop It Like It’s Hot” oraz w niemal każdym teledysku z udziałem WC z Westside Connection, np. „The Streets”.
Obecnie przekształcony w taniec, można wyróżnić trzy rodzaje tego stylu tanecznego:
- Crip Walk – powolne, dokładne ruchy, mało widowiskowe; używany tylko przez członków gangu Crips,
- Clown Walk – najpopularniejszy styl, ruchy szybkie i widowiskowe; wiele osób dodaje do tego stylu swoje własne kroki, czyniąc go wyjątkowym; pojawia się Beatriding, czyli umiejętność akcentowania dźwięku werbli odpowiednimi krokami,
- Crown Walk – styl szybszy od cripa, ale wolniejszy od clowna; najdokładniejszy ze wszystkich stylów; nakłada się nacisk na styl.